# Последният еднорог
 Тази статия е за романа на Питър Бийгъл.  За анимационния филм вижте Последният еднорог (филм).  
Последният еднорог (на английски: The Last Unicorn) е роман на американския писател Питър Бийгъл. Романът е издаден през 1968 г. от американското издателство „Викинг прес“. На български език е издаден през 2006 г. от фондация „Буквите“, като първа книга в поредицата „Човешката библиотека“.

## Сюжет
Внимание:  Текстът по-долу разкрива сюжета на произведението (или части от него)!
Еднорозите напускат приказния свят и заедно с тях започва да изчезва и вълшебството. Щом научава, че целият ѝ народ е изчезнал, последната еднорога поема по света, за да го открие. Скоро към нея се присъединяват двама спътници: неуспял магьосник и огорчена разбойничка. По пътя ги чакат срещи със Среднощния цирк на Мама Фортуна, капитан Къли и неговата дружина, прокълнатият град Хагсгейт, крал Хагард и Червения бик. Всяка от тези срещи ги води напред към истинските им мечти и смисъла на геройството, обичта и човечността.

## Екранизация
През 1982 г. по романа е създаден американският анимационен филм „Последният еднорог“. Автор на сценария е самият Питър Бийгъл.